# Déficit congénital en lactase
Le déficit congénital en lactase ou intolérance au disaccharide se manifeste par une diarrhée soit dans les premiers jours de vie soit beaucoup plus tardivement et uniquement après l'ingestion d'un bol de lait.
Le diagnostic montre un déficit de l'activité de la lactase à la biopsie du duodénum.
Cette maladie est différente de l'intolérance congénitale au lactose qui est un trouble de l'absorption gastrique du lactose avec lactosurie (galactosémie).
Les bases moléculaires de cette maladie restent inconnues. L'analyse du gène codant la lactase : LCT (en) 603202 ne montre pas d'anomalie.
Il existerait une augmentation du risque de maladie cardio-vasculaire chez ces individus.
Cette maladie est très rare, moins de 50 cas décrits, et plus de la moitié est localisée en Finlande. Elle fait partie de l'héritage finlandais.
Elle se manifeste dès le premier jour de vie par une déshydratation puis une dénutrition.
Le traitement consiste en la suppression du lait et son remplacement par des produits à base de soja et de caséine[réf. nécessaire].

## Sources
- (en) Online Mendelian Inheritance in Man, OMIM (TM). Johns Hopkins University, Baltimore, MD. MIM Number:223000